# Хейден Чёрч, Томас
То́мас Хе́йден Чёрч (англ. Thomas Haden Church, при рождении То́мас Ри́чард Макми́ллен (англ. Thomas Richard McMillen; 17 июня 1960, Вудленд, Калифорния, США) — американский актёр, сценарист, режиссёр.

## Ранние годы
Томас Хейден Чёрч родился в Эль-Пасо, Техас, США в семье сотрудника медицинской службы Карлоса Ричарда Макмиллена и домохозяйки Максин Сандерс, был третьим из шести детей. В 1969 году они развелись и Максин встретила Джорджа Кесада.
При рождении получил имя Томас Ричард Макмиллен, воспитывался под фамилией своего отчима — «Кесада», которую впоследствии изменил на Хейден Чёрч. Как утверждает Томас, обе фамилии Хейден и Чёрч присутствуют в семейном генеалогическом древе. Он вырос в Ларедо, штат Техас, и окончил среднюю школу «Харлинген» в городе Харлинген, штат Техас, в 1979 году, после чего поступил в Университет Северного Техаса.

## Карьера

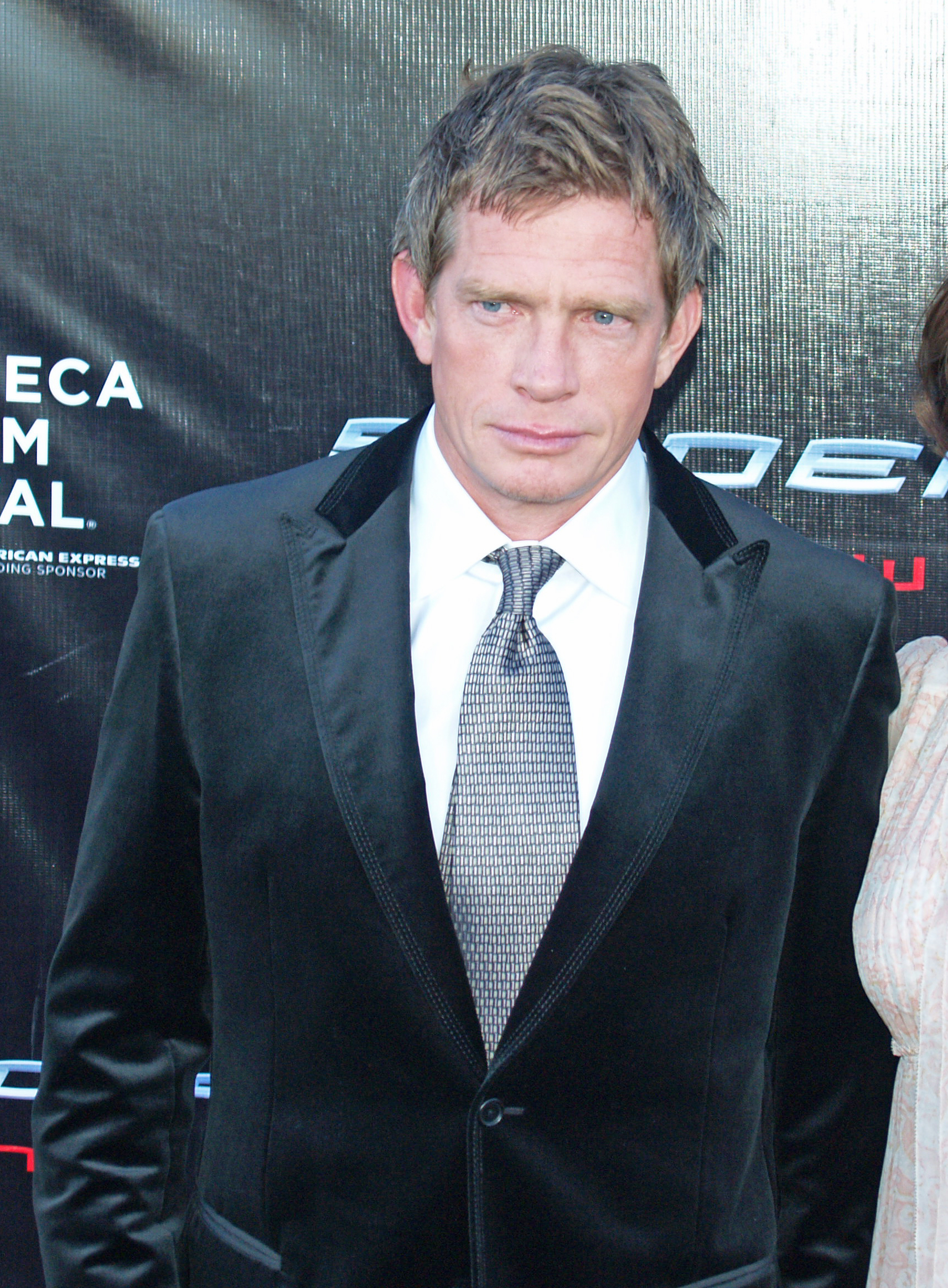
Томас Хейден Чёрч в Нью-Йорке на премьере фильма «Человек-паук 3: Враг в отражении» (2007)

Хейден Чёрч начинал работать ведущим на радио и делал закадровые переводы. После небольшой роли в кино он переехал в Калифорнию, где решил продолжить актёрскую карьеру. Он в течение шести сезонов (1990—1995) играл роль тупого механика Лоуэлла Мэвера в ситкоме канала NBC «Крылья». Кроме того, он отработал на телевидении ещё два сезона, сыграв главную мужскую роль в сериале «Нед и Стейси», где его партнёршей была Дебра Мессинг. Он играл второстепенные роли в таких фильмах, как «Тумстоун», «Джордж из джунглей» и «Необыкновенные». Хейден Чёрч в фильмах часто играет злодеев или весельчаков. Из таких лент наиболее известны «Байки из склепа: Рыцарь-демон» и «Лесная братва».
После небольших ролей в таких фильмах, как «Обезьянья кость» и «3000 миль до Грэйсленда», он в 2003 году дебютировал как режиссёр, поставив ленту «Канзас на колёсах». Хейден Чёрч позже взял перерыв, отказавшись от работы в кино, и переехал обратно в свой родной Техас. Он также озвучивал рекламные ролики компании Merrill Lynch и пива Icehouse.
В 2003 году Александр Пэйн выбрал его на роль Джека, эгоистичного лучшего друга Майлза, персонажа Пола Джаматти, в фильме «На обочине». Во время прослушивания Хейдена Чёрча раздели донага, чтобы он прочитал одну из сцен. Позже Чёрч говорил: «Для меня это было мучительно ясно… Я читал сцену, где Джек входит голый, и в этой сцене должна быть врождённая уязвимость». Позднее оказалось, что он был единственным актёром, которого раздели для прослушивания. Благодаря роли в «На обочине», Хейден Чёрч получил признание критиков и коллег, выиграв многочисленные призы и награды, в том числе премию «Независимый дух» и номинации на «Золотой глобус» и «Оскар».
С тех пор он появился в таких фильмах, как «Идиократия», работал в озвучивании таких кинолент, как «Лесная братва» и «Паутина Шарлотты», и снялся в телефильме «Прерванный путь» (2006) с Робертом Дювалем, за роль в котором Хейден Чёрч получил премию «Эмми» и номинацию на «Золотой глобус». В 2007 году он выступил в качестве одного из злодеев, Песочного человека, в фильме Сэма Рэйми «Человек-паук 3: Враг в отражении», сыграв вместе с Тоби Магуайром и Кирстен Данст.
В 2005 году был приглашён в Академию кинематографических искусств и наук.
В 2013 году согласился исполнить роль Джея Олсона в фильме «Небеса реальны».

## Личная жизнь
Томас Хейден Чёрч живёт на своём ранчо в округе Бандьера, штат Техас, которое он купил в 1998 году, вместе с женой Миа и дочерью Коди.

## Фильмография

### Актёрские работы
| Год       |    | Русское название                 | Оригинальное название                  | Роль                           |
| --------- | -- | -------------------------------- | -------------------------------------- | ------------------------------ |
| 1980      | ф  | Бродячие ангелы                  | Gypsy Angels                           | сосед по комнате               |
| 1989      | с  | Джамп-стрит, 21                  | 21 Jump Street                         | Тони                           |
| 1989      | с  | Чайна-бич                        | China Beach                            | Джек Дэниелс                   |
| 1989      | с  | Букер                            | Booker                                 | Леон Росс                      |
| 1990—1995 | с  | Крылья                           | Wings                                  | Лоуэлл Мэвер                   |
| 1993      | тф | По горячим следам                | Fugitive Nights: Danger in the Desert  | Нельсон Хэрим                  |
| 1993      | ф  | Тумстоун                         | Tombstone                              | Билли Клэнтон                  |
| 1995      | с  | Партнёры                         | Partners                               | Нед                            |
| 1995      | ф  | Байки из склепа: Рыцарь-демон    | Tales from the Crypt: Demon Knight     | Роуч                           |
| 1995—2017 | с  | Нед и Стейси                     | Ned and Stacey                         | Нед Дорси                      |
| 1997      | ф  | Джордж из джунглей               | George of the Jungle                   | Лайл ван де Гроот              |
| 1997      | ф  | Свидание на одну ночь            | One Night Stand                        | Дон                            |
| 1998      | ф  | Лёгкие деньги                    | Free Money                             | Ларри                          |
| 1998      | тф | Идеальный убийца                 | Mr. Murder                             | Дрю Ослетт-младший             |
| 1998      | ф  | Коварный план Сюзан              | Susan's Plan                           | Доктор Крис Стиллман           |
| 1999      | ф  | Чокнутая                         | Goosed                                 | Стивен Трой                    |
| 2000      | ф  | Необыкновенные                   | The Specials                           | Строб / Тед Тилдербрук         |
| 2001      | с  | Возвращение в Калифорнию         | Going to California                    | Шви                            |
| 2001      | ф  | 3000 миль до Грэйсленда          | 3000 Miles to Graceland                | Маршал Квигли                  |
| 2001      | ф  | Обезьянья кость                  | Monkeybone                             | Ассистент Смерти               |
| 2002      | ф  | Штат одинокой звезды             | Lone Star State of Mind                | Киллер                         |
| 2002      | ф  | Метка                            | The Badge                              | Дэвид Хардвик                  |
| 2003      | с  | Сваха                            | Miss Match                             | Эндрю                          |
| 2003      | ф  | Канзас на колёсах                | Rolling Kansas                         | Агент Медсен / полицейский     |
| 2003      | ф  | Джордж из джунглей 2             | George of the Jungle 2                 | Лайл ван де Гроот              |
| 2004      | ф  | Незадачливый маньяк              | Serial Killing 4 Dummys                | Винс Гримальди                 |
| 2004      | мс | Юные Титаны                      | Teen Titans                            | Убийца Мотылёк                 |
| 2004      | ф  | На обочине                       | Sideways                               | Джек Лопэйт                    |
| 2004      | ф  | Испанский английский             | Spanglish                              | Майк                           |
| 2006      | мф | Лесная братва                    | Over the Hedge                         | Дуэйн ЛаФонтант                |
| 2006      | ф  | Идиократия                       | Idiocracy                              | генеральный директор Brawndo   |
| 2006      | ф  | Паутина Шарлотты                 | Charlotte's Web                        | Ворона (озвучка)               |
| 2006      | тф | Прерванный путь                  | Broken Trail                           | Том Харт                       |
| 2007      | ф  | Человек-паук 3: Враг в отражении | Spider-Man 3                           | Флинт Марко / Песочный человек |
| 2007      | ки | Spider-Man 3                     | Spider-Man 3                           | Флинт Марко / Песочный человек |
| 2008      | ф  | Умники                           | Smart People                           | Чак Уэзерхолд                  |
| 2009      | ф  | Дон Маккей                       | Don McKay                              | Дон Маккей                     |
| 2009      | ф  | Представь себе                   | Imagine That                           | Джонни Уайтфэве                |
| 2009      | ф  | Пришельцы на чердаке             | Aliens in the Attic                    | Тейзе (озвучка)                |
| 2009      | ф  | Всё о Стиве                      | All About Steve                        | Хартман Хьюз                   |
| 2010      | ф  | Отличница лёгкого поведения      | Easy A                                 | Мистер Гриффит                 |
| 2010      | с  | Зомби с дороги                   | Zombie Roadkill                        | рейнджер Чет Мастерсон         |
| 2011      | ф  | Родственнички                    | Another Happy Day                      | Пол                            |
| 2011      | ф  | Киллер Джо                       | Killer Joe                             | Ансел                          |
| 2011      | ф  | Мы купили зоопарк                | We Bought a Zoo                        | Дункан Ми                      |
| 2012      | ф  | Джон Картер                      | John Carter                            | Тэл Хэджус                     |
| 2012      | мс | Обычный мультик                  | Regular Show                           | Куилджин                       |
| 2013      | ф  | Обеление                         | Whitewash                              | Брюс Лэндри                    |
| 2013      | ф  | Везунчики                        | Lucky Them                             | Чарли                          |
| 2014      | ф  | Небеса реальны                   | Heaven Is for Real                     | Джей Олсон                     |
| 2015      | ф  | Макс                             | Max                                    | Рэй Уинкотт                    |
| 2015      | ф  | Здравствуй, папа, Новый год!     | Daddy's Home                           | Лео Холт                       |
| 2016      | ф  | Боксёр-марионетка                | Cardboard Boxer                        | Вилли                          |
| 2016—2019 | с  | Развод                           | Divorce                                | Роберт Дюфресни                |
| 2017      | ф  | Ночлежка                         | Crash Pad                              | Грейди                         |
| 2019      | ф  | Арахисовый сокол                 | The Peanut Butter Falcon               | Клинт                          |
| 2019      | ф  | Хеллбой                          | Hellboy                                | Лобстер Джонсон                |
| 2020      | ф  | Двадцать четвёртый               | The 24th                               | полковник Нортон               |
| 2021      | ф  | Человек-паук: Нет пути домой     | Spider-Man: No Way Home                | Флинт Марко / Песочный человек |
| 2022      | ф  | Кислотник                        | Acidman                                | Лойд                           |
| 2023      | ф  | Техасец по случайности           | Accidental Texan                       | Мерле                          |
| 2023      | мс | Уволен на Марсе                  | Fired on Mars                          | Тревор Салливан                |
| 2023      | с  | Скрежет металла                  | Twisted Metal                          | Стоун                          |
| 2025      | с  | Шиномонтажники                   | Tires                                  | Фил                            |
| 2025      | ф  | Достать ножи: Проснись, мертвец  | Wake Up Dead Man. A Knives Out Mystery | Самсон Холт                    |
|           | ф  |                                  | The Happy Worker                       |                                |
|           | ф  |                                  | Deception Road                         | Хэл                            |

### Другие работы
| Год  |   | Русское название  | Оригинальное название | Роль                       |
| ---- | - | ----------------- | --------------------- | -------------------------- |
| 1998 | ф | Скотч и молоко    | Scotch and Milk       | исполнительный продюсер    |
| 2003 | ф | Канзас на колёсах | Rolling Kansas        | режиссёр, соавтор сценария |
| 2009 | ф | Дон Маккей        | Don McKay             | исполнительный продюсер    |